# Friedrich Benjamin Queisser
Friedrich Benjamin Queisser   (Döben, 14 de maig de 1817 - Dresden, 8 d'abril de 1893) fou un concertista de trompeta alemany. Els seus germans Karl i Johann també van ser uns músics molt reconeguts.
El 1835 entrà com a trompeta en la música del regiment d'artilleria de Dresden i el 1842 en la Capella Reial, sent, a més, per espai de vint-i-cinc anys, professor del Conservatori d'aquella capital. Fou un dels fundadors de l'Associació de Músics de Dresden i estava considerat com un dels millors concertistes de la seva època.